# Metateză olefinică

Reaction scheme of the olefin metathesis - changing groups are colored

Metateza olefinică este o reacție organică de metateză în care are loc o redistribuire a fragmentelor nesaturate din două alchene (denumite și olefine), prin ruperea și regenerarea legăturilor duble de tip carbon-carbon din cei doi compuși. Datorită simplității relative cu care se realizează această reacție, în urma ei se obțin adesea mai puțini produși secundari nedoriți sau toxici, în comparație cu alte reacții organice alternative. Pentru elucidarea mecanismului de reacție și pentru descoperirea unei varietăți de catalizatori foarte activi, savanții Yves Chauvin, Robert H. Grubbs și Richard R. Schrock au primit Premiul Nobel pentru Chimie în anul 2005.